# Prägestempel
Ein Prägestempel ist (als Münzstempel bzw. Münzprägestempel) das klassische Umformwerkzeug in der Münz- und Medaillenproduktion, findet aber auch in der Bearbeitung von Papier und vergleichbaren Materialien Verwendung. Ein üblicher Anwendungsfall ist beispielsweise der Prägedruck auf Urkunden.

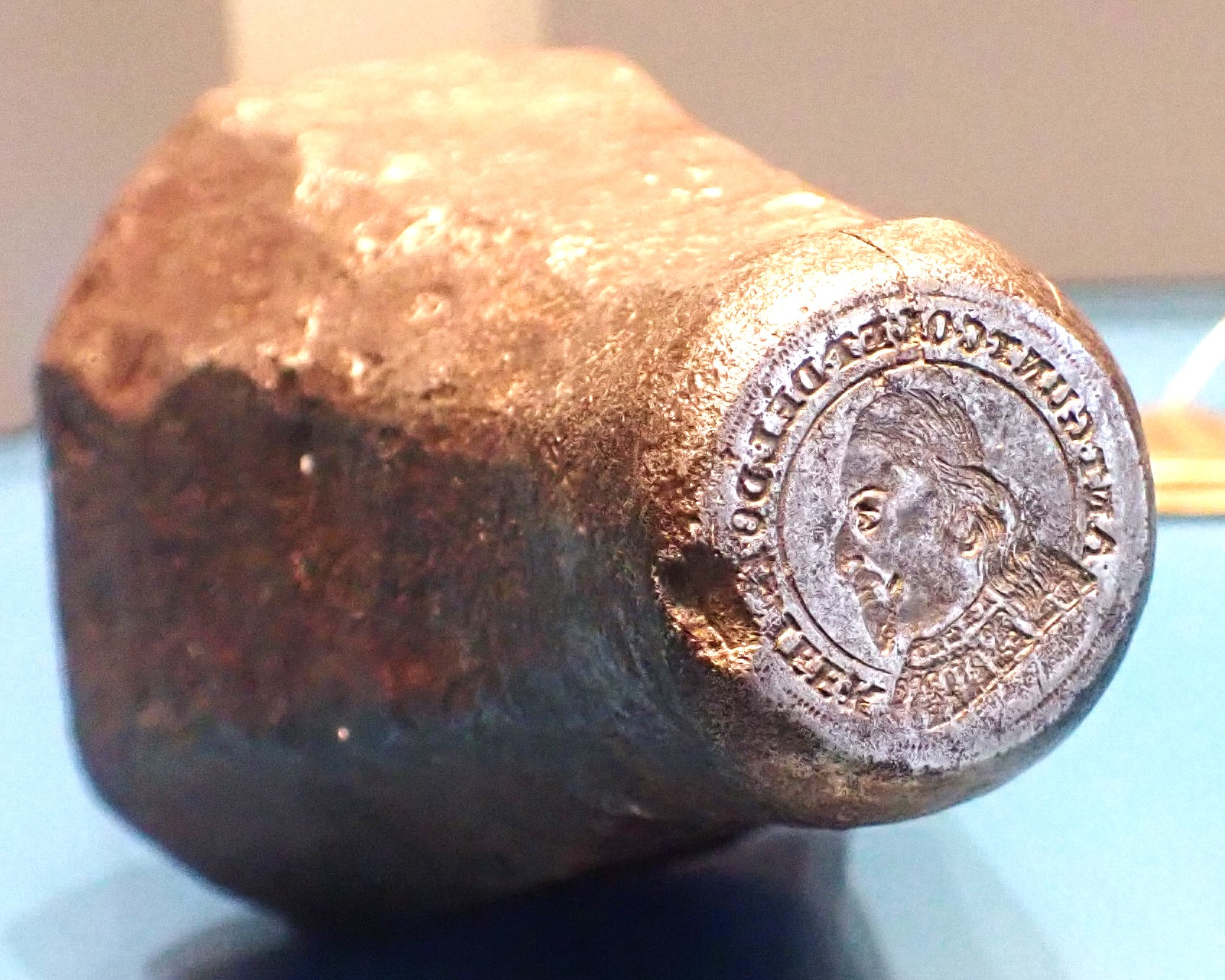
Münzstempel von 1664 der Münzstätte Jever

## Arbeitsweise bei der Münzprägung
Bei der Münzprägung wirken zwei Prägestempel (Münzstempel) gleichzeitig auf den vorbereiteten Münzrohling ein, um Vorder- und Rückseite der Münze zu prägen. Ein Beispiel ist die seit der Antike bekannte Hammerprägung. Brakteaten (Blechmünzen) wurden nur mit einem Stempel auf einer weichen Unterlage geprägt. Auch für das Prägen der Schüsselpfennige war nur ein Stempel, der Oberstempel, erforderlich. Diese Prägung erfolgte auf einer harten glatten Unterlage.
Ein weiteres Beispiel ist die Ringprägung. Hier wird der Münzrohling – oft mit einer Vorschubzange – in einen Prägering geschoben. Nachdem der Rohling eingeschoben ist, bewegen sich die beiden Prägestempel von oben und unten gleichzeitig auf den Rohling zu. Mit einem Druck von bis zu 200 Tonnen wird die Münze geprägt. Ähnlich ist die Arbeitsweise auch bei Papier-Prägestempeln.

## Besonderheiten
Wenn für die Münzprägung der Vorderseitenstempel mit dem Rückseitenstempel einer anderen Münze gekoppelt wird, handelt es sich um eine Zwittermünze. Diese Prägung bezeichnet man als Zwitterprägung.
Auf Grund eines zu harten Stempels, eines Werkstofffehlers oder eines zu hohen Reliefs des vom Medailleur in den Stempel geschnittenen Münzbildes kann es zu einem Stempelriss (Stempelbruch) während der Prägung kommen. Die so entstandenen zufälligen Erscheinungen im Münzbild, wie zum Beispiel der Stempelriss durch den Hals des Lordprotektors auf dem Cromwelltaler von 1658 oder das durch einen Stempelriss entstandene zerbrochene Kurschwert des Kurfürsten Johann Friedrich des Großmütigen von Sachsen auf einigen Schmalkaldischen Bundestalern von 1547, dem Jahr seiner Gefangennahme, wurden vor der Zeit der Aufklärung mitunter rückblickend für ein gutes oder schlechtes Omen gehalten.
Der Stempelriss zeigt sich auf dem Gepräge als Wulst, also erhaben ab und gilt als Prägefehler, der allerdings wie in den beiden Beispielen genannt, den Wert der Münze ausnahmsweise erheblich steigern kann.
Es kam auch vor, dass auf Grund von erheblichen Zwistigkeiten neu geprägte Taler (Beispiel Wasertaler) eingezogen und danach mit anderen Münzstempeln überprägt wurden. Die eventuell vorhandenen Spuren des anderen Stempels der vorherigen Prägung bezeugen diesen Vorgang.